# Schönenberg (Ötisheim)
Schönenberg, anfangs Des Muriers genannt, ist ein Ortsteil der baden-württembergischen Gemeinde Ötisheim im Enzkreis.

## Geographie
Der Weiler Schönenberg liegt auf einem westblickenden Hang unterhalb der Keuperstufe des Stromberges. Die nächstgelegenen Orte sind Ötisheim nach etwa 250 Metern im Westen sowie der Wohnplatz Haldenhof und der Weiler Erlenbach nach etwa einem Kilometer im Süden.

## Geschichte

### Gründung in der Neuzeit durch Henri Arnaud

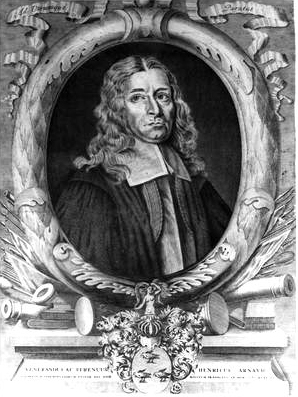
Henri Arnaud

Schönenberg wurde vom Waldenserführer und Pfarrer Henri Arnaud im Jahre 1699 gegründet. Bevor man Schönenberg gründete, lebten die Waldenser um Arnaud in Dürrmenz. Aufgrund von Platzmangel wurden einige Siedler in andere Dörfer ausgesiedelt. Im August 1699 suchten sie beim Sauberg einen Platz, um Maulbeerbäume anzupflanzen; der Ort bekam daher zuerst den Namen Des Mûriers. Zuvor kaufte Arnaud mehrere Morgen Land auf dem Sauberg von den Ötisheimern und errichtete dort seine Wohnstätte, wo heute das Waldensermuseum ist. Die Ötisheimer verkauften das Land nur, da sie dachten, dass man dort Maulbeerplantagen anlegen wollte, aber nicht, dass dort gebaut würde. Die Gemeinde konnte aber nichts ausrichten. Herzog Eberhard Ludwig unterstützte die Waldenser, da er an einer Seidenkultur interessiert war. Die Waldenser in Schönenberg bekamen eine eigene Gemarkung von ca. 47 ha von ihm zugesprochen. 1710 zählte man 15 Familien mit 55 Personen. Die meisten Gründer kamen aus dem Vars, Queyras und Pragelatal. Bis 1727 versuchten sie erfolglos, den Maulbeerbaum zu kultivieren. Mit der Zeit entstand eine kleine Kolonie mit 55 Personen. Die Gemarkung wurde Schönenberg genannt. 

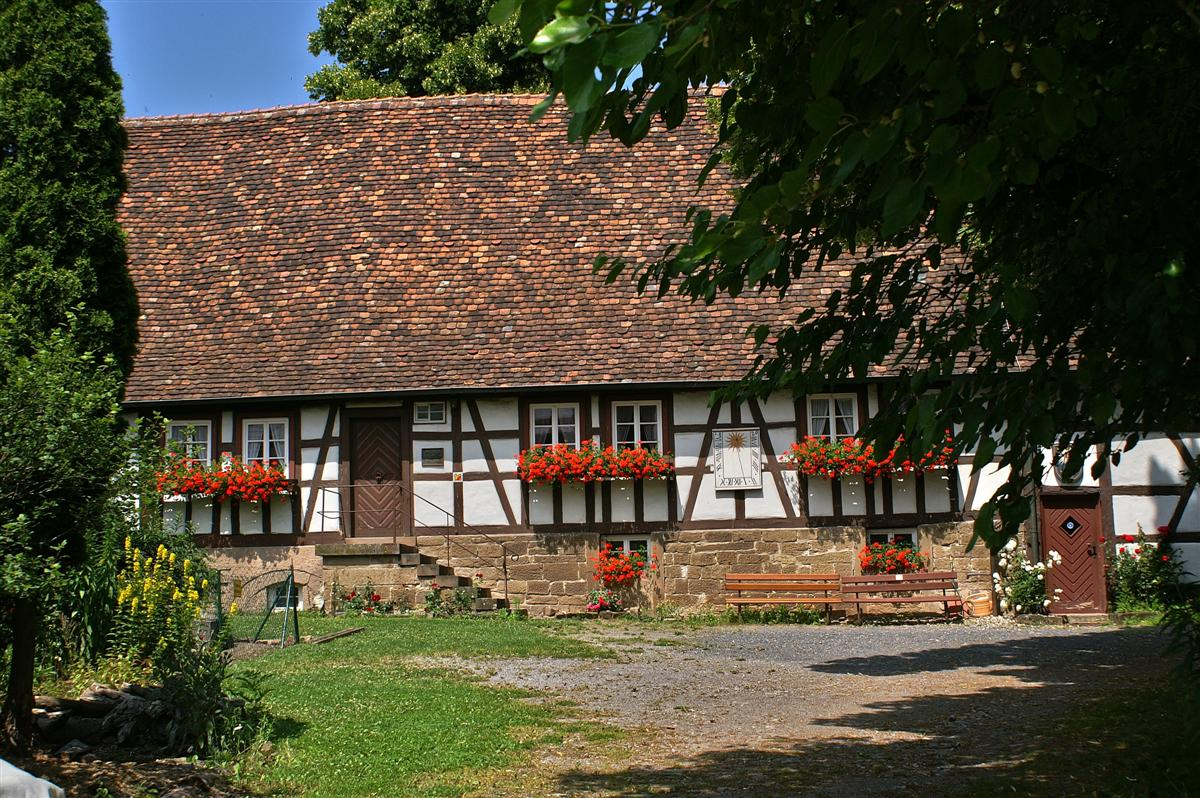
Wohnhaus von Henri Arnaud, heute ein Waldensermuseum

In Schönenberg befindet sich das Waldensermuseum, das vorher als Wohnhaus für Arnaud diente. 1823 zählte Schöneberg 228 Einwohner. 1849 errichtete man eine Schule und die Kinder wurden von einem Schulamtsverweser unterrichtet. Die Schule diente gleichzeitig auch als Rathaus. 1931 gab man die Schule aus Kostengründen auf. Im Jahr 1899 wurde eine 200-jährige Gedenkfeier der Waldenserkolonien in Schönenberg begangen. Die Deutsche Waldenservereinigung e. V. wurde 1936 in Schönenberg gegründet und erwarb ein Jahr später den ehemaligen Wohnsitz von Arnaud, der bis heute der Sitz der Organisation ist. 1993 wurde vor der Kirche eine Henri-Arnaud-Statue, anlässlich seines 350. Geburtstages, aufgestellt.

### Bau der Henri-Arnaud-Kirche

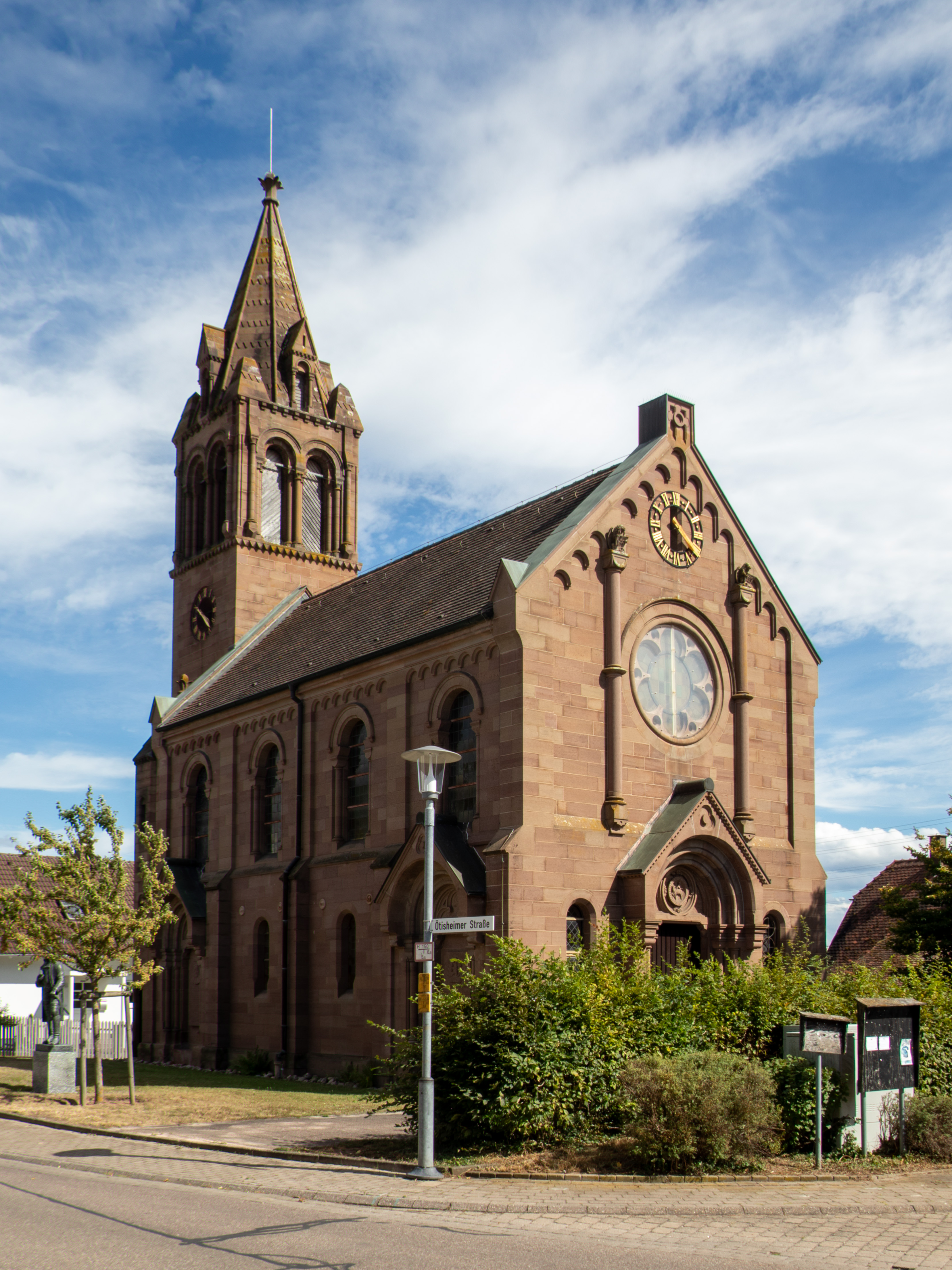
Henri-Arnaud-Kirche

Im Jahre 1719 erbaute Arnaud eine Kirche, in welcher er schließlich begraben wurde. 1883 riss man die Kirche ab, um für die heutige Henri-Arnaud-Kirche Platz zu machen. Der Neubau wurde vom Kirchenbaumeister Christian Friedrich von Leins im neoromanischem Stil aus rotem Sandstein erbaut. In der Kirche befindet sich die Grabplatte von Arnaud. Bis heute ist die Henri-Arnaud-Kirche die einzige evangelische Kirche in Württemberg mit einem französischen Namen.

## Religion
Der Waldenser Henri Arnaud war der erste Pfarrer der Waldenserkolonie Schönenberg nach deren Gründung. Die evangelische Kirchengemeinde Schönenberg war anfangs auch für den nahegelegenen Weiler Corres zuständig. Seit 1824 gehört die evangelische Kirchengemeinde Schönenberg zu Ötisheim.

## Politik
1924 wurde Schönenberg nach Ötisheim eingemeindet.

## Kultur und Sehenswürdigkeiten

### Kulturdenkmale
- Wohnhaus (1702) von Henri Arnaud, heute das Deutsche Waldensermuseum.[12]
- Henri-Arnaud-Kirche (1883)[10] von Christian Friedrich von Leins.[1]
- Grenzstein (1728), auf der Schönenbergerseite ist das Fleckenzeichen, Waldenserleuchter mit sieben Sternen, nur noch bruchstückhaft vorhanden und das Wappen von Ötisheim ist nicht mehr erkennbar.[13]

### Deutsches Waldensermuseum
Das Waldensermuseum wurde 1939 als Zentrum der Deutschen Waldenser sowie als Erinnerungsstätte eröffnet. Anhand von Dokumenten, Bildern und Texten zeichnet die ständige Ausstellung die wechselvolle Geschichte der Waldenserbewegung nach. Die Ausstellung reicht vom Aufbruch der Waldenser im Hochmittelalter, über die Verfolgung durch die Inquisition, den 1532 erfolgten Übertritt zur Reformation, die Ausweisung der französischen Waldenser aus dem Piemont im Jahre 1698 bis zu ihrer Ansiedlung in Deutschland unter der Führung Henri Arnauds. Zum Ausstellungsobjekten gehören Erinnerungsstücke, Mobiliar, Gebrauchsgegenstände und Trachten aus den neu gegründeten deutschen Waldenserdörfern. Daneben wird auf den von Arnaud in Württemberg eingeführten Kartoffelanbau eingegangen. Eine eigenständige Museumsabteilung zeigt sakrale Gegenstände, Bibeldrucke, eine Gesangbuchsammlung sowie Zeugnisse des Kirchenliedguts der Waldenser.

## Wirtschaft und Infrastruktur

### Weinanbau
Etwa 400 Meter nordöstlich von Schönenberg befinden sich Weinberge am Sauberg.

### Wohnen und Erwerbsleben
Der Ort besteht aus etwa 80 Häusern, sechs Scheunen und einem Wirtshaus. Ihren Lebensunterhalt verdienen die Einwohner außerhalb der Ortschaft, vor allem in Industriebetrieben der Umgebung. Es gibt keinen selbständigen Landwirt mehr.

### Verkehr
Der Ortsteil Schönenberg ist aus Richtung Ötisheim über die Ötisheimer Straße zu erreichen sowie aus Richtung des Ortsteils Erlenbach über die Haldenstraße.
Etwa 600 Meter westnordwestlich von Schönenberg befindet sich der Haltepunkt Ötisheim der württembergischen Westbahn.
Von Montag bis Freitag verkehrt eine Buslinie von Mühlacker über Ötisheim nach Dürrn, mit der auch der Teilort Schönenberg bedient wird.